# Pedro Galindez
Pedro Galindez è un personaggio del fumetto western Tex, edito dalla Sergio Bonelli Editore, ideato da Claudio Nizzi e realizzato graficamente da Fernando Fusco e Fabio Civitelli.

## Personaggio

### Prima apparizione
Appare per la prima volta nell'albo n. 366 intitolato Appuntamento con la Morte; Tex è impegnato a contrastare il corrotto governatore del Chihuahua, il Generale Zamora, intenzionato ad occupare la Sonora. Per ostacolare il ranger, Zamora si serve dei furfanti di Tucson Brooke e Cantrell e del suo fido braccio destro, il Colonnello Olivera. Per questo, Tex verrà convocato in Messico tramite un falso messaggio a nome di Montales, un messaggio che porterà il ranger in trappola e verrà accusato di spionaggio ed omicidio, per poi essere imprigionato. La consegna principale dei loschi cospiratori (compreso il Generale Velasco) è di favorire Montales per aiutare l'amico a scappare dalla prigione, in maniera da poterlo uccidere una volta per tutte.
Nell'occasione Tex viene condannato a morte, tramite fucilazione; nel frattempo giungerà Montales, il quale dovrà allearsi con il suo amico guerrigliero Pedro "Cobra" Galindez. Sopraggiungereanno anche Carson, Kit e Tiger Jack nello stato del Chihuahua e per provocare questi, i militari di Zamora metteranno Tex al muro, ma la grazia di Montales salverà al pelo il ranger. I pards verranno aiutati da Padre Elías, membro di Galindez, i quai si metteranno d'accordo per far credere ad Olivera di far evadere Tex durante il suo trasferimento al penitenziario di Escalante, ma in realtà punteranno a salvarlo dal governatorato.
Nell'albo n. 367, intitolato Agguato nella miniera, i rangers e Montales, insieme a "Cobra" Galindez e Padre Elías, salvano Tex, per rischiare però di cadere in una trappola ancora peggiore: Galindez si rivela ben presto un traditore al soldo del governatore, al quale in cambio di denaro e della propria riabilitazione ha già venduto numerosi dei suoi guerrilleros. Abilmente "Cobra" dirige i pards alla miniera di Corvada dove poi arriveranno i soldati di Zamora per eliminarli senza troppa fatica; L'amante di "Cobra", Conchita, anche se tenuta in prigione, scoperto il doppio gioco del suo uomo avverte Padre Elìas del complotto, ed il religioso farà di tutto per far fallire il folle piano.
Nell'albo n. 368, intitolato Lampi sul Messico, i pards, messi al corrente dal prete, elaboreranno un piano: fingendo di ignorare il tradimento di Galindez, i quattro pards e Montales faranno credere a Zamora di rimpatriarsi negli States, facendo allontanare gli inseguitori su tutt'altra pista. Mentre gli uomini di Olivera si dirigono a Sud invece che a Nord, i rangers assalteranno al fianco dei guerrilleros di Galindez, il penitenziario di Escalante attirando furbescamente la guarnigione di Chihuahua, lasciando così la città sguarnita e priva di difese.
La storia termina nell'albo n. 369, intitolato Chihuahua!; i pards e Montales giungeranno nello stato del Chihuahua, per poter arrestare Zamora. Velasco verrà ucciso da Carson ed i quattro rangers intrappoleranno Olivera e "Cobra" Galindez. Montales verrà nominato governatore, mentre Brooke e Cantrell finiranno in prigione.

### Seconda apparizione
"Cobra" Galindez tornerà nell'albo n. 379, intitolato Guerriero Apache!; Tex e Carson vengono incaricati di ritrovare un carico d'oro razziato dagli Apache ai messicani, evitando un incidente diplomatico con la Sonora. Aiutati da Cochise, i lingotti vengono recuperati grazie anche all'aiuto di una mappa, ma la schiera militare capeggiata dai rangers viene tolta di mezzo dai desperados del vile capitano Baker.
Dietro al folle piano, al fine di far decifrare a Cochise la mappa che porta ai lingotti sequestrati dagli Apache, vi è proprio il losco Pedro "Cobra" Galindez. Tex e Carson vengono catturati e portati in un villaggio abbandonato del Messico, covo della gang di Galindez. Il capitano Baker, in combutta con i bandidos, fa ritorno a Fort Huachuca, dando ai pards la responsabilità dello sterminio della pattuglia militare. Cochise, avvertito da suo figlio Tahzay, sa che i suoi amici sono innocenti e per questo si mette in testa ai suoi uomini e attacca il covo di Galindez, liberando così i due rangers.
Nell'albo n. 380, intitolato La legge della Colt, "Cobra" Galindez decide di trasferire l'oro nella miniera di Maldonado; Tex e Carson dovranno fronteggiarsi con gli abitanti di Douglas, i quali sanno che i due rangers hanno una rispettiva taglia, dato che il bieco capitano Baker aveva accusato loro della strage dei soldati, in realtà compiuta dai bandidos del Messico. Contattando l'amico generale Davis per potersi togliere l'ingiusta colpa, i due rangers si alleano con i rurales per recuperare finalmente i lingotti d'oro: una volta giunti alla miniera, scoprono che Galindez ha questa volta tradito i suoi stessi compagni, sostituendo l'oro con un mucchio di pietre colorate.
Nelle prime pagine dell'albo successivo, intitolato Il regno del silenzio, insieme al generale Davis, Tex e Carson fermano finalmente il capitano Baker, responsabile dell'eccidio della colonna militare. Galindez però abbatte Baker per non dividere con lui il bottino ed evitare che possa parlare. Il desperado raggiunge la cripta della chiesa dove aveva nascosto l'oro ai danni dei suoi stessi seguaci criminali, ma Baker con le sue ultime parole era riuscito ad attirare i rangers sulla pista giusta. Tex e Carson, dopo avere portato via tutto l'oro, chiudono Galindez in trappola nella cripta. Il fantasma di Venustiano, suo ex-guerrillero morto a causa del suo tradimento, terrorizza Galindez fino ad ucciderlo.